# Tubigerina
Tubigerina is een monotypisch geslacht van mosdiertjes uit de familie van de Plagioeciidae en de orde Cyclostomatida. De wetenschappelijke naam ervan werd in 1911 voor het eerst geldig gepubliceerd door Ferdinand Canu.

## Soort
- Tubigerina rugosa Canu & Bassler, 1929